# Облога Шартра (1568)
Облога Шартра (28 лютого — 15 березня 1568) була ключовою подією другої французької релігійної війни. Під час облоги сили гугенотів не змогли захопити добре захищене місто, зрештою завершивши другу громадянську війну шляхом переговорів. Облогу очолював Людовик, принц Конде, який щойно перегрупувався після своєї поразки в битві при Сен-Дені. Обороною міста керував військовий губернатор Шартра Ніколя де Ессар, Сьєр де Ліньєр.

## Місто Шартр
Шартр був процвітаючим містом, розташованим в одному з найбагатших сільськогосподарських центрів Франції, що робило його привабливою ціллю для гугенотів. Місто розташоване на важливій артерії між Парижем та містами півдня і заходу, що робило його важливим шляхом для військ під час громадянської війни, колони проходили через нього у жовтні, а потім знову в грудні. У місті працювали представники різних професій, від ремісників до професійних адміністраторів. Населення близько 8000 осіб. Як і личить місту такого розміру, у місті був католицький собор. У мирний час його захищали шість рот ополчення, кожна з яких складалася із ста міських буржуа.

## Передумови облоги

### Протестанти
Після рішучої поразки під Сен-Дені протестанти рушили на південь до Мелена, де вони могли бути впевнені, що їхній тил захищає місто Орлеан, яке вони захопили на початку громадянської війни. Сили корони переслідували їх, вже не під командуванням покійного конетабля, а радше Генріха, герцога Анжуйського. Королівська армія спершу рушила до Немура, звідки переслідувала гугенотів через Шампань, упустивши можливість привести ослаблені сили до битви біля Нотр-Дам де л'Епін. Таким чином, гугеноти змогли тимчасово залишити Францію. З'єднавшись із силою найнятих ними німецьких найманців, вони збільшили свою раніше розбиту армію, що дозволило їм знову увійти на територію Франції. Королівські війська не стали негайно переслідувати гугенотів, які повернулися, будучи впевненими, що армія гугенотів просто розпадеться протягом зимових місяців. Корона вважала, що з огляду на відсутність можливості керівництва гугенотів виплачувати зарплату своїм військам, уникати битви, доки гугеноти не зазнають краху, було б найпростішою стратегією. Проте Конде та Гаспар II де Коліньї змогли утримати армію до початку 1568 року, повернувшись до Орлеана та з'єднавшись із ще більшою кількістю військ, які прибули з півдня Франції. Ці південні війська звільнили Орлеан від слабкої облоги та захопили Блуа та Божансі. Тепер, значно зміцнівши та зіткнувшись із королівською армією, що сховалася у Парижі та не мала бажання воювати. Конде вирішив завдати удару по центру католицтва. Він зміг мотивувати своє неоплачуване військо, запропонувавши атакувати багате місто. Наприкінці лютого вони досягли Шартра, і поки частина армії охороняла дорогу до Парижа на випадок будь-яких вилазок, близько 9000 солдат готувалися атакувати Шартр.

### Шартр
Місто Шартр пережило кілька насичених подіями місяців після початку громадянської війни у вересні 1567 року. 29 вересня де Галло, лідер кавалерійської роти в Шартрі, був призначений військовим губернатором міста, будучи командиром єдиних регулярних військ, присутніх у місті. Після того, як звістка про падіння Орлеана дійшла до міста, ешевіни, усвідомлюючи вразливість міста в світлі цього, звернулися до корони з проханням зібрати кілька рот військ для захисту міста. Корона задовольнила цей запит 17 жовтня, дозволивши створити чотири роти по 300 осіб під командуванням Фонтена-ла-Гійона. Між ешевенами та губернатором виникла напруженість, оскільки ешевіни бажали зменшити розмір рот до 200 солдат на одну роту, враховуючи, що місто мало платити за них. Корона дала згоду на зменшення розміру рот 24 жовтня, і роти знову зібралися до 26 жовтня. Після того, як у грудні загроза для Шартра зникла, коли сили гугенотів переслідували через Шампань, ешевіни подали петицію про розпуск двох із чотирьох рот. Губернатор протестував проти цього, нарікаючи, що місто втручається у його військові справи. Але, попередивши обидві сторони, корона дозволила розпуск, а потім подальший розпуск до однієї роти на початку січня, коли Конде покинув Францію. Оскільки Конде тепер йшов до Орлеана, Анжуйці почали будувати плани захисту Шартра, полкам, дислокованим в інших місцях під командуванням Жана де Монлюка та графа Черні, було наказано прямувати до Шартра. 12 лютого 1568 року Ліньєру та його роті жандармів у супроводі інженера було наказано відправитися в Шартр, а Ліньєру було наказано замінити команду Фонтена-ла-Гійона. Він прибув 24 лютого. Також 12 лютого Джехан де Монлюк отримав звістку про те, що його батько хворий та залишив свої війська під командуванням д'Ардела. Війська, які залишив Монлюк, стали створювати проблеми та тероризували сільську місцевість через заборгованість із зарплатою. Місто не дозволили їм увійти, боячись, що вони можуть зробити, відганяючи їх попереджувальними пострілами. Проте король не змирився, отримавши звістку про артилерійський потяг у таборі гугенотів, і наказав місту прийняти їх 22 лютого. Вони зробили це після того, як змусили д'Ардела присягнути поважати міських буржуа. 26 лютого війська під командуванням Черні прибули, встигнувши якраз перед тим, як сили гугенотів змогли заблокувати місто. Загалом у місті тепер перебувало понад 4000 військових, які утворювали 25 рот.

## Облога
Ліньєр і ешевіни провели перевірку оборонних споруд міста, виправляючи недоліки у міцності стін і доповнюючи їх внутрішніми спорудами та шпиталем. Далі на вежі міського собору встановили сигналізацію. Власні воєнізовані сили міста, шість рот буржуазії, були інтегровані в оборону міста, їм були відведені місця на стінах. Були також мобілізовані піонери з числа звичайних жителів містечка та тих, хто втік під мури міста з околиць. Загальна кількість захисників становила близько 6000. Це становило 2 захисника на метр стіни та ⅔ від загальних сил нападників.
З міста було здійснено кілька вилазок, коли нападники почали будувати свої атакуючі позиції. 2 березня Конде розташував свої артилерійські батареї, вибравши пагорб з видом на північ і ворота Друез. Це рішення рішуче розкритикували військові коментатори, які відзначили, що хоча цей вибір дав гарматам чудову перевагу над стінами, вони стикалися з найміцнішими стінами міста, тоді як в інших місцях були набагато слабші місця. Після кількох днів придушувального вогню з цієї позиції, 5 березня він наказав розпочати повний обстріл воріт і стіни на схід від них. 7 березня частина стіни біля воріт завалилася, і сили гугенотів кинулися вперед, щоб скористатися проломом і потрапити до міста, однак королівські сили всередині змогли успішно відбити ці спроби. У той час як гугеноти атакували пролом, диверсійна атака з іншого боку міста коштувала д'Арделе його життя після того, як він отримав поранення в голову. Гармати повернулися до бою наступного дня, намагаючись збільшити пролом, але цивільні захисники вже побудували оборонні укріплення в стінах за проломом і розмістили власну гармату під назвою la Huguenot, щоб обороняти щілину в стіні. Таким чином, коли сили гугенотів знову спробували штурмувати пролом, вони були розбиті пострілом з гармати.
Після розвідувальної місії для оцінки пролому Конде нарешті дійшов висновку, що його неможливо приступити, і що йому було б краще перемістити свої гармати на інші позиції. Однак на той час переговори про перемир'я вже тривали, і 13 березня було оголошено перемир'я.